# Psychrophrynella chacaltaya
Espèce
Synonymes
- Phrynopus chacaltaya De la Riva, Padial & Cortéz, 2007

Statut de conservation UICN

 VU B1ab(iii)+2ab(iii) : Vulnérable
Psychrophrynella chacaltaya est une espèce d'amphibiens de la famille des Craugastoridae.

## Répartition
Cette espèce est endémique du département de La Paz en Bolivie. Elle se rencontre entre 3 600 et 3 900 m d'altitude dans la cordillère Orientale :
- à Sanja Pampa dans la province de Nor Yungas ;
- dans la vallée de Zongo dans la province de Pedro Domingo Murillo.

## Description
Cette espèce mesure de 13,4 à 20,4 mm.

## Étymologie
Son nom d'espèce lui a été donné en référence au lieu de sa découverte, le Nevado Chacaltaya dans la  cordillère Real.

## Publication originale
- De la Riva, 2007 : Bolivian frogs of the genus Phrynopus, with the description of twelve new species (Anura: Brachycephalidae). Herpetological Monographs, vol. 21, p. 241-277 (texte intégral).